# أوثيلو (لعبة فيديو 1986)
أوثيلو (بالإنجليزية: Othello)‏ (باليابانية: オセロ)، هي لعبة فيديو من تطوير ستوديو هال لابوراتوري اليابانية، ومن نشر كاوادا في اليابان سنة 1986، وأكليم إنترتينمينت الأمريكية سنة 1988.